# ياسر سعيد
ياسر عبد الفتاح محمد سعيد (27 يناير 1957)، هو مصري/أمريكي مُتهم في قضية قتل ابنتيه بالولايات المتحدة، وسائق سيارة أجرة سابق. في 1 يناير 2008، قتل ياسر ابنتيه أمينة وسارة وهرب من الاعتقال حتى تم القبض عليه في 26 أغسطس 2020. وكان قد قتلهما في سيارته الأجرة في مُمتلكات فندق أومني ماندالاي (الآن فندق أومني لاس كوليناس).
ظل سعيد هاربًا لمدة 12 عامًا، وأدرج لمدة 6 سنوات من أصل 12 سنة في قائمة قائمة العشرة الأكثر طلبا لمكتب التحقيقات الفدرالي بسبب إطلاق النار على ابنتيه المراهقتين وقتلهما. يُعتقد أن سبب قتل سعيد لابنتيه هو قضية قتل شرف.
في 26 أغسطس 2020، ألقت السلطات الفيدرالية القبض على ياسر سعيد دون وقوع أي إصابات في بلدة جاستن في ولاية تكساس. كما ألقت القبض على ابنه إسلام وشقيقه ياسين في يولس، تكساس بتُهمة مُساعدته في الهروب. وقال مكتب التحقيقات الفدرالي أن سعيد في الحجز الفدرالي وسينقل قريبًا إلى مقاطعة دالاس. وستكون المنطقة الشمالية من ولاية تكساس هي السلطة القضائية التي سيُحاكم فيها سعيد بتُهمة «الهروب غير القانوني لتجنب الملاحقة القضائية».

## حياته المُبكرة
ولد ياسر سعيد في سيناء، مصر. جاء إلى الولايات المتحدة بتأشيرة طالب في عام 1983. تزوج باتريشيا أوينز في فبراير 1987 عندما كان عمره 30 عامًا وكانت هي 15 عامًا. وادعت باتريشيا في وقت لاحق أن ياسر سعيد أساء مُعاملتها أثناء زواجهما. ولدت أمينة عام 1989، وسارة عام 1990. وكان للزوجين أيضًا ابن يُدعى إسلام سعيد من مواليد عام 1988، وأيضًا لياسر ابنة من مواليد عام 1987 من امرأة أخرى. حصل ياسر على إقامة دائمة في الولايات المُتحدة الأمريكية. ثُم لاحقًا، حصل على الجنسية الأمريكية في عام 1997.

## ملاحقته
أبلغ سائق سيارة أجرة أنه كان يرى ياسر يقود سيارة أجرة في مطار نيوارك. زعم أيضًا أن بعض الأشخاص شاهدوا ياسر في مدينة نيويورك يقود سيارة مرسيدس أو شامبانيا قديمة فاتحة اللون ويعمل كسائق سيارة أجرة في عام 2014 وأبلغوا مكتب التحقيقات الفيدرالي بذلك. في 4 ديسمبر 2014، تمت إضافة ياسر إلى قائمة الهاربين العشرة المطلوبين في مكتب التحقيقات الفيدرالي مع مكافأة قدرها 100,000 دولار لأي معلومات تؤدي إلى اعتقال ياسر.

## القبض عليه
في 26 أغسطس 2020، أعلنت الشرطة الأمريكية القبض عليه وذلك بعد 12 سنة من الهرب، واحتجز في ولاية تكساس في الحجز الفيدرالي، تمهيدًا لنقله إلى مقاطعة دالاس.